# Egg Harbor City
Egg Harbor City ist eine Stadt im Atlantic County, New Jersey, USA. Das U.S. Census Bureau ermittelte bei der Volkszählung 2020 eine Einwohnerzahl von 4396.

## Geschichte
Egg Harbor City wurde im Jahre 1855 von Deutschamerikanern aus Philadelphia gegründet. Für über 50 Jahre war sie eine Insel der deutschen Sprache und Kultur.
Zwei Bauwerke und Stätten in Egg Harbor City sind im National Register of Historic Places (NRHP) eingetragen (Stand 28. September 2018), die Egg Harbor Commercial Bank und das Neutral Water Health Resort Sanitarium.

## Geographie
Nach dem United States Census Bureau hat die Stadt eine Gesamtfläche von 29,9 km², wovon 28,8 km² Land und 1,1 km² (3,73 %) Wasser ist.

## Demographie
Nach der Volkszählung von 2000 gibt es 4.545 Menschen, 1.658 Haushalte und 1.150 Familien in der Stadt. Die Bevölkerungsdichte beträgt 158,0 Einwohner pro km². 66,80 % der Bevölkerung sind Weiße, 14,19 % Afroamerikaner, 0,37 % amerikanische Ureinwohner, 1,25 % Asiaten, 0,09 % pazifische Insulaner, 13,49 % anderer Herkunft und 3,81 % Mischlinge. 24,55 % sind Latinos unterschiedlicher Abstammung.
Von den 1.658 Haushalten haben 34,2 % Kinder unter 18 Jahre. 43,7 % davon sind verheiratete, zusammenlebende Paare, 20,3 % sind alleinerziehende Mütter, 30,6 % sind keine Familien, 24,9 % bestehen aus Singlehaushalten und in 10,8 % Menschen sind älter als 65. Die Durchschnittshaushaltsgröße beträgt 2,70, die Durchschnittsfamiliengröße 3,20.
28,3 % der Bevölkerung sind unter 18 Jahre alt, 8,5 % zwischen 18 und 24, 29,7 % zwischen 25 und 44, 19,6 % zwischen 45 und 64, 13,9 % älter als 65. Das Durchschnittsalter beträgt 35 Jahre. Das Verhältnis Frauen zu Männer beträgt 100:93,6, für Menschen älter als 18 Jahre beträgt das Verhältnis 100:88,9.
Das jährliche Durchschnittseinkommen der Haushalte beträgt 32.956 USD, das Durchschnittseinkommen der Familien 40.040 USD. Männer haben ein Durchschnittseinkommen von 27.978 USD, Frauen 23.560 USD. Der Prokopfeinkommen der Stadt beträgt 15.151 USD. 13,1 % der Bevölkerung und 11,7 % der Familien leben unterhalb der Armutsgrenze, davon sind 13,5 % Kinder oder Jugendliche jünger als 18 Jahre und 15,5 % der Menschen sind älter als 65.